# Voz pasiva
La voz pasiva  es una construcción verbal en algunas lenguas por la cual se presenta al sujeto como pasivo (sujeto paciente), mientras que la acción ejecutada por el verbo es desempeñada por un complemento (complemento agente) y no por el sujeto agente del verbo en voz activa. La voz pasiva convierte a un verbo transitivo en un verbo intransitivo con un solo argumento principal posible (el agente cuando se expresa mediante un adjunto marcado con caso oblicuo o preposicional).
El griego, el latín, entre otras lenguas, poseen morfemas específicos para la voz pasiva; en castellano lo más parecido que hay es el morfema se de la llamada pasiva refleja (Se vende piso = Un piso es vendido por alguien). El inglés, el español y otras lenguas neolatinas o románicas utilizan construcciones perifrásticas para formar la voz pasiva: Verbo ser en el tiempo de la activa + participio del verbo que se conjuga.

## Voz pasiva en español
En español solo pueden construirse oraciones pasivas con verbos transitivos, aunque hay un número reducido de verbos transitivos que no admiten la construcción pasiva, como por ejemplo, haber o tener. Las oraciones, Hay un perro y Tengo un gato, ambas con un complemento directo, no pueden transformarse en pasivas: Un perro es habido y Un gato es tenido por mí no tienen sentido. Las oraciones activas y pasivas están relacionadas según el siguiente esquema:
- Activa: Sujeto  + verbo + Complemento directo
- Pasiva: Sujeto paciente (complemento directo de la activa) + verbo ser + Participio del verbo + Complemento agente (sujeto de la activa)

### Pasiva refleja
Además de la pasiva analítica ser + participio, existe en español otra forma de expresar la voz pasiva: la pasiva con se o pasiva refleja o pasiva reflexiva. Esta construcción está mucho más generalizada que la anterior, que apenas se usa en el lenguaje oral.
La pasiva refleja solo es posible en 3ª persona; se no tiene aquí función nominal: es una marca o morfema de pasividad.
El sujeto gramatical normalmente aparece pospuesto, debe concordar en número y persona con el verbo:
Se vende un saco
Se venden sacos
En torno a la Pasiva con Se existe una intensa controversia. Es considerada como: construcción regular (transitiva) cuasi-refleja; construcción endocéntrica de persona coincidente, cuasi-refleja; construcción con sujeto en tercera persona singular o plural, partícula se, verbo en activa con  o sin agente; cláusula de sujeto indeterminado; construcción derivada, variante de las pasivas perifrásticas; construcción con sujeto receptor de las acciones, que lleva morfema se y el sujeto concuerda con el verbo; uno de los valores (el pasivo) que adoptan las construcciones con verbo reflexivo; y uno de los sentidos (el pasivo) que adoptan las construcciones pronominales, con pronombre átono se,  sujeto (de cosa o persona cosificada) antepuesto o pospuesto; construcción impersonal exclusivamente semántica, con partícula se, sujeto pospuesto al verbo y sin agente.